# Lee Byung-hun
Dans ce nom coréen, le nom de famille, Lee, précède le nom personnel.
Pour les articles homonymes, voir Lee.
Lee Byung-hun (hangeul : 이병헌 ; hanja : 李炳憲 ; RR : I Byeongheon ; MR : Pyŏnghŏn) est un acteur sud-coréen, né le 12 juillet 1970 à Seongnam (Gyeonggi).
Après plusieurs premiers rôles dans des films de Kim Jee-woon en Corée, il devient connu aux États-Unis en jouant dans G.I. Joe : Le Réveil du Cobra (2009), G.I. Joe : Conspiration (2013), Red 2 (2013) et Les Sept Mercenaires (2016).
Il a été classé 4e parmi les célébrités sud-coréennes les plus influentes par le magazine Forbes en 2010. Il est l'un des premiers acteurs sud-coréens avec Ahn Sung-ki à avoir déposé ses empreintes au Grauman's Chinese Theatre de Los Angeles.

## Biographie

### Jeunesse et études
Lee Byung-hun a une sœur cadette, Lee Eun-hee, Miss Corée 1996. Son père, Lee In-chul était un homme d'affaires, décédé en 2000. À sa mort, sa famille a vite appris qu'il avait laissé beaucoup de dettes, principalement en raison de son entreprise. Étant le fils aîné de la famille, Lee Byung-hun a souffert d'un stress émotionnel à cette époque, devant prendre soin de sa famille et faire face aux difficultés financières qu'elle rencontre. Il a été diplômé de l'université de Hanyang où il a étudié la langue et la littérature française.

### Carrière

#### Cinéma et télévision
Lee Byung-hun commence sa carrière d'acteur dans la série télévisée Asphalte My Hometown, après avoir auditionné dans le cadre d'un casting de talents de KBS en 1991. Il continue à jouer dans différentes séries télévisées et films jusqu'à sa grande percée dans le cinéma, en 2000, dans le thriller sud-coréen Joint Security Area de Park Chan-wook, où il incarne le rôle du sergent Lee Soo-hyeok.
En 2001, sa popularité continue à grimper quand il joue aux côtés de l'actrice sud-coréenne Choi Ji-woo dans la série télévisée Beautiful Days. En 2003, il joue le rôle de Kim In-ha dans la série télévisée dramatique All In, inspirée de la vie professionnelle du joueur de poker Jimmy Cha. Par la suite, il joue le rôle d'un réalisateur qui est enlevé avec sa femme, incarnée par Kang Hye-jeong dans le film d'horreur Trois Extrêmes, réalisé en collaboration par les trois réalisateurs Fruit Chan, Takashi Miike et Park Chan-wook, suivant le principe de la réalisation du film Trois Histoires de l'au-delà. Il joue dans la deuxième partie du court métrage Cut! de Park Chan-wook.

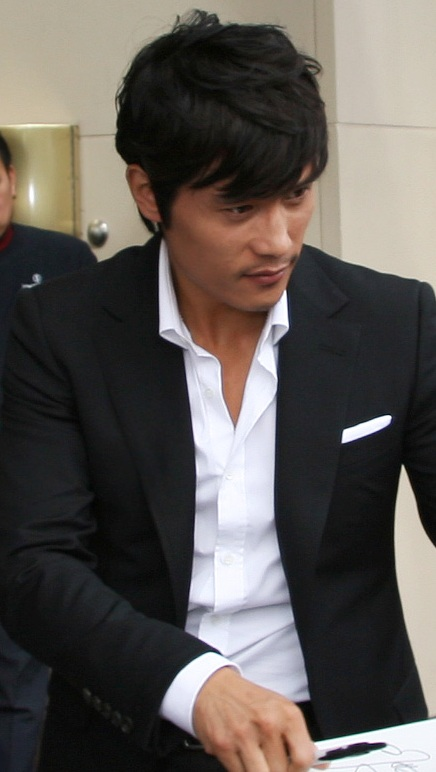
Lee Byung-hun au Festival International du Film de Toronto en 2009.

Il est acclamé par les critiques de cinéma pour sa performance dans le film A Bittersweet Life réalisé par Kim Jee-woon en 2005.
Il retrouve pour la deuxième fois le réalisateur Kim Jee-woon dans le film d'aventure Le Bon, la Brute et le Cinglé, en assurant le rôle de Park Chang-yin, la Brute, en 2008. Le film est inspiré du film italien Le Bon, la Brute et le Truand de Sergio Leone. Voyant sa performance, la presse française le surnomme le Alain Delon coréen. L'année suivante, il joue pour la première fois dans un film étranger, dans le rôle d'un dealer de la mafia nommé Su Dongpo, dans le film français Je viens avec la pluie du réalisateur vietnamien Trần Anh Hùng, avec l'acteur américain Josh Hartnett et l'acteur japonais Takuya Kimura. Il fait ensuite ses débuts dans le cinéma américain en jouant le rôle de Storm Shadow dans le film d'action G.I. Joe : Le Réveil du Cobra, inspiré de la bande dessinée et du dessin animé G.I. Joe : Héros sans frontières.

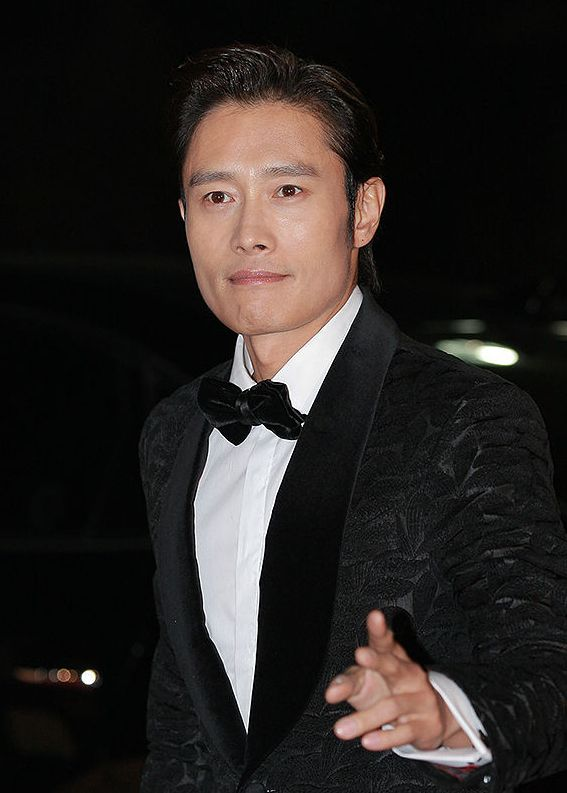
Lee Byung-hun aux Blue Dragon Film Awards en 2013.

En 2010, il joue avec l'acteur Choi Min-sik dans le thriller J'ai rencontré le Diable, qui est sa troisième collaboration avec le réalisateur Kim Jee-woon. Il tient le rôle de Soo-hyun, un agent du service national de renseignement qui se lance dans une quête de vengeance, après que sa fiancée a été sauvagement assassinée par un psychopathe, nommé Kyung-chul.
Le 23 juin 2012, avec Ahn Sung-ki, ils deviennent les premiers acteurs sud-coréens à avoir déposé leurs empreintes au Grauman's Chinese Theatre de Los Angeles. Il est reconnu comme une vedette montante à Hollywood pour son rôle dans le film  G.I. Joe : Le Réveil du Cobra et sa suite, G.I. Joe : Conspiration.
En 2013, il reprend son rôle du personnage de Storm Shadow, qu'il avait joué en janvier 2011 dans le film d'action G.I. Joe : Conspiration. Il apparaît ensuite dans le film américain Red 2, suite du film Red, inspirée par la série de bande dessinée du même nom créée par Warren Ellis et Cully Hamner. Le 28 août 2013, il est nommé ambassadeur pour la promotion de la 38e conférence de l'Association of Film Commissioners International (AFCI) qui a lieu à Jecheon, avec le thème « L'Est rencontre l'Ouest ». Étant l'un des plus grands acteurs de la Corée du Sud et ayant travaillé dans le cadre du cinéma hollywoodien, il est considéré comme le choix idéal pour représenter l’événement,.
Il est choisi, en mars 2014, pour incarner le rôle de T-1000 dans le film Terminator Genisys avec Arnold Schwarzenegger,.

#### Mannequin
Lee Byung-hun devient, le 5 janvier 2004, le porte-parole de la marque Samsung pour les appartements Raemian. À cette époque, il est l'artiste ayant le salaire le plus élevé pour la campagne publicitaire.
Le 25 mars 2014, l'entreprise multinationale Casio annonce qu'elle a signé avec l'acteur Lee Byung-hun comme ambassadeur de publicité pour sa marque de montres Oceanus jusqu'à la fin du mois de septembre. En septembre, à la suite du scandale de l'affaire de chantage avec Dahee du groupe GLAM et le mannequin Lee Ji-yeon, une pétition a été lancée afin que les campagnes publicitaires où il y figure avec l'actrice Han Hyo-joo ne soient plus diffusées à la télévision. Plusieurs entreprises ont suspendu leurs activités de publicité avec l'acteur en raison de cette pétition des internautes,.

### Vie privée
Lee Byung-hun a entamé une relation avec l'actrice sud-coréenne Song Hye-kyo, sa partenaire dans la série télévisée All In pendant un an. Ils rompent en 2004.
Le 10 août 2013, il épouse l'actrice sud-coréenne Lee Min-jung. Ils s'étaient brièvement fréquentés en 2006, et avaient repris leur relation en 2012. Le couple a révélé qu'ils attendaient leur premier enfant en avril 2015. L'accouchement a lieu plus tôt que prévu, et sa femme donne naissance à un garçon prénommé Lee Joon-hoo, le 31 mars 2015, pendant que l'acteur était en tournage du film Beyond Deceit, à Hollywood,.
En 2023, Le couple révèle qu'ils attendent leur deuxième enfant.

## Engagement humanitaire
En septembre 2010, le gouverneur de Californie Arnold Schwarzenegger a nommé Lee Byung-hun ambassadeur honorifique du tourisme de la Californie en Corée du Sud. Ce dernier a reçu un certificat de nomination venant directement d'Arnold Schwarzenegger à l'Hôtel Marriott JW à Séoul : il était en visite à Séoul pour encourager la collaboration sur le commerce et la technologie avec le gouvernement sud-coréen et diverses entreprises. À la suite de cette nomination, Lee Byung-hun participera à diverses campagnes pour aider à promouvoir la Californie comme destination de voyage préférée pour les touristes coréens
En 2011, il a fait un don de 700 millions de wons pour aider les victimes du tremblement de terre et du tsunami au Japon.
En mars 2014, il reçoit une invitation à un concert de charité de la part de l'acteur chinois Jackie Chan. L'événement est initié par ce dernier pour aider à rétablir la situation dans la province du Sichuan après le séisme dévastateur en 2008.

## Polémiques
Le 2 septembre 2014, il fait un rapport à la police de Gangnam affirmant que deux femmes lui font du chantage en utilisant une vidéo compromettante qu'elles avaient enregistrée dans le but de lui soustraire de l'argent. Dahee du girl group GLAM et la mannequin Lee Ji-yeon ont été identifiées comme étant les auteurs de cette vidéo et ont admis avoir fait du chantage à l'acteur. Les investigations ont montré qu'ils s'étaient rencontrés lors d'un dîner pendant une fête, le 1er juillet dernier, et étaient allés boire un verre ensemble après cela. Dahee et Lee Ji-yeon ont ensuite mis au point un plan visant à obtenir de l'argent et une maison de Lee Byung-hun en enregistrant une vidéo de lui où il y figure sous l'emprise de l'alcool. Refusant de céder à leur menace, Lee Byung-hun informe immédiatement son agence et signale les actions des deux filles à la police. Selon certaines sources, Dahee et Lee Ji-yeon étaient à court d'argent en raison de difficultés professionnelles et financières, Dahee devant à son label la somme de 300 millions de wons pour une période non active prolongée au sein du groupe GLAM. Le dernier procès a eu lieu à la cour de district de Séoul, le 15 janvier 2015, et Dahee a été condamnée à une peine d'un an de prison et Lee Ji-yeon à quatorze mois de prison. L'acteur a, quant à lui, présenté ses excuses auprès de sa femme pour son implication dans cette affaire. L'acteur déclare, le 13 février 2015, qu'il avait déposé par son avocat une lettre juridique afin de faire lever la peine de prison contre Dahee et Lee Ji-yeon.

## Filmographie

### Longs métrages

#### Années 1990
- 1995 : Who Drives Me Crazy (누가 나를 미치게 하는가) de Koo Im-seo : Lee Jong-du
- 1995 : Runaway (en) (런어웨이) de Kim Seong-su : Lee Dong-ho
- 1996 : Kill the Love (그들만의 세상) de Im Jong-jae : Love
- 1997 : Lament (지상만가) de Kim Hui-cheol : Park Jong-man
- 1999 : The Harmonium in My Memory (내 마음의 풍금) de Lee Young-jae : Kang Soo-ha

#### Années 2000
- 2000 : Joint Security Area (공동경비구역 JSA) de Park Chan-wook : le sergent Lee Soo-hyeok
- 2001 : Bungee Jumping-reul hada (번지점프를 하다) de Kim Dae-seung : Seo In-woo
- 2002 : Mari Iyagi (마리이야기) de Lee Sung-gang : Na-moo (animation)
- 2002 : Addicted (중독) de Park Young-hoon : Dae-jun
- 2004 : Everybody Has a Little Secret (누구나 비밀은 있다) de Jang Hyeon-su : Choi Soo-hyeon
- 2004 :  Trois Extrêmes (쓰리, 몬스터) de Park Chan-wook : Ryoo Ji-ho, réalisateur (séquence Cut!)
- 2005 : A Bittersweet Life (달콤한 인생) de Kim Jee-woon : Kim Soon-woo
- 2006 : Once in a Summer (그해여름) de Jo Keun-shik : Yoon Sook-yeong
- 2007 : Hero (ヒーロー) de Masayuki Suzuki : Kang Min-woo
- 2008 : Le Bon, la Brute et le Cinglé (좋은 놈, 나쁜 놈, 이상한 놈) de Kim Jee-woon : Park Chang-yi, « La Brute »
- 2009 : Je viens avec la pluie (I Come with the Rain de Trần Anh Hùng : Soo Dong-po
- 2009 : G.I. Joe : Le Réveil du Cobra (G.I. Joe: Rise of Cobra) de Stephen Sommers : Storm Shadow

#### Années 2010
- 2010 : Iris (아이리스: 더 무비) de Yang Yun-ho : Kim Hyeon-joon
- 2010 : The influence (인플루언스) de Lee Jae-kyoo : W / White W
- 2010 : J'ai rencontré le Diable (악마를 보았다) de Kim Jee-woon : Soo-hyeon
- 2012 : Masquerade (광해: 왕이 된 남자) de Choo Chang-min : le roi Gwang-hae / Ha-seon, le mendiant
- 2013 : G.I. Joe : Conspiration (GI Joe: Retaliation) de Jon Chu : Storm Shadow
- 2013 : Red 2 de Dean Parisot : Han Cho-bai
- 2015 : Memories of the Sword (협녀: 칼의 기억) de Park Heung-shik : Deok-gi
- 2015 : Terminator Genisys d'Alan Taylor : T-1000
- 2015 : Inside Men (내부자들) de Woo Min-ho : Ahn Sang-goo
- 2016 : Manipulations (Misconduct) de Shintaro Shimosawa : le comptable
- 2016 : The Age of Shadows (밀정) de Kim Jee-woon : Jeong Chae-san (caméo)
- 2016 : Les Sept Mercenaires (The Magnificent Seven) d'Antoine Fuqua : Billy Rocks
- 2017 : The Fortress (남한산성) de Hwang Dong-hyeok : Choi Myeong-kil
- 2018 : Keys to the Heart (그것만이 내 세상) de Choi Seong-hyeon : Jo-ha
- 2019 : Destruction finale (백두산) de Kim Byeong-seo et Lee Hae-joon : Ri Joon-pyeong

#### Années 2020
- 2020 : L'Homme du président (남산의 부장들) de Woo Min-ho : Kim Jae-gyu
- 2022 : Concrete Utopia (콘크리트 유토피아) d'Eom Tae-hwa : Yeong-ta
- 2022 : The Match (승부) de Kim Hyeong-joo : Cho Hunhyun
- 2025 : KPop Demon Hunters de Maggie Kang et Chris Appelhans : Gwi-Ma (voix originale)
- prévu en 2025 : Aucun autre choix (어쩔수가없다) de Park Chan-wook : Yoo Man-soo

### Téléfilm
- 1997 : I Do (나는 원한다) de Lee Jang-soo

### Séries télévisées

#### Années 1990
- 1991 : Asphalt My Hometown (아스팔트 내 고향) : Jin-woo
- 1991 : Family (가족)
- 1991 : Flower That Never Wilt (바람꽃은 시들지 않는다)
- 1992 : Wild Sunflower
- 1992 : Days of Sunshine (해뜰날) : Choi Hyeong-man
- 1992 : Dawn (새벽)
- 1992-1994 : Tomorrow Love (내일은 사랑) : Shin Beom-soo
- 1993 : The Sorrow of the Survivor (살아남은 자의 슬픔) : Ja-myung
- 1993 : Police (폴리스) : Oh Hae-seong
- 1994 : Scent of Love (사랑의 향기) : Kim Jun-ho
- 1995 : Asphalt Man (아스팔트 사나이) : Kang Dong-joon
- 1995 : Son of Wind (바람의 아들) : Chang Hong-pyo
- 1997 : Beautiful Lady (아름다운 그녀) : Hwang Jun-ho
- 1997-1998 : Wedding Dress (웨딩 드레스) : lui-même
- 1998 : White Nights 3.98 (백야 3,98) : Min Gyeong-bin
- 1999 : KAIST (카이스트) : lui-même (caméo)
- 1999 : Happy Together (해피 투게더) :  Sooh Tae-poong
- 1999 : Love Stories (러브스토리) : Tae-seong (épisode 1 : Sunflower)
- 1999 : Sunday Best: Sally is Back (세리가 돌아왔다)

#### Années 2000
- 2001 : Road (먼길) : Woo-sik
- 2001 : Beautiful Days (아름다운 날들) : Lee Min-cheol
- 2003 : All In (올인) : Kim In-ha
- 2009 : Iris (아이리스 : Kim Hyeon-jeon

#### Années 2010
- 2010 : Athena: Goddess of War (아테나: 전쟁의 여신) (caméo)
- 2011 : Diplomat Kosaku Kuroda (外交官・黒田康作) : John (caméo)
- 2018 : Mr.Sunshine (미스터 션샤인) : Eugene Choi

#### Années 2020
- 2021-2025 : Squid Game (오징어 게임) : Hwang In-ho (Frontman)
- 2022 : Our Blues (en) (우리들의 블루스) : Lee Dong-seok

### Narration
En 2012, Lee Byung-hun est le narrateur du documentaire End of the Empire suivant The Last Ocean-the Pacific. Ce documentaire explore la cause des problèmes du capitalisme, la concurrence sans limites et les valeurs sur lesquelles une société devrait se construire.
En 2013, il devient de nouveau le narrateur de la série de documentaires spéciaux de la chaine SBS pour la cinquième partie The Last Power.

## Discographie

### Musique de films et de séries télévisées
| Date de sortie | Titre | Titre original | Chansons     |
| -------------- | ----- | -------------- | ------------ |
| 2010           | Iris  | 아이리스       | Stay         |
| 2010           | Iris  | 아이리스       | Endless Road |

## Distinctions
Cette section récapitule les principales récompenses et nominations obtenues par Lee Byung-hun. Pour une liste plus complète, se référer à l'Internet Movie Database.
| Année | Cérémonie                                       | Pays                                        | Résultat | Prix                                                      | Film                                 |
| ----- | ----------------------------------------------- | ------------------------------------------- | -------- | --------------------------------------------------------- | ------------------------------------ |
| 1992  | KBS Drama Awards                                | Drapeau de la Corée du Sud                  | Remporté | Meilleur espoir masculin                                  | Day of Sunshine (1992)               |
| 1993  | KBS Drama Awards                                | Drapeau de la Corée du Sud                  | Remporté | Prix d'excellence, acteur                                 | Tomorrow Love (1992)                 |
| 1995  | KBS Drama Awards                                | Drapeau de la Corée du Sud                  | Remporté | Prix d'excellence, acteur                                 | Son Of Wind (1993)                   |
| 1995  | KBS Drama Awards                                | Drapeau de la Corée du Sud                  | Proposé  | Top Prix d'excellence, acteur                             | Son Of Wind (1993)                   |
| 1995  | Chunsa Film Art Awards                          | Drapeau de la Corée du Sud                  | Remporté | Meilleur espoir masculin                                  | Who Drives Me Crazy (1995)           |
| 1996  | Grand Bell Awards                               | Drapeau de la Corée du Sud                  | Remporté | Meilleur espoir masculin                                  | Runaway (1995)                       |
| 1996  | Baeksang Arts Awards                            | Drapeau de la Corée du Sud                  | Remporté | Meilleur acteur à la télévision                           | Son of Wind (1995)                   |
| 2000  | Grand Bell Awards                               | Drapeau de la Corée du Sud                  | Proposé  | Meilleur acteur                                           | The Harmonium in My Memory (1999)    |
| 2000  | Pusan Film Critics Awards                       | Drapeau de la Corée du Sud                  | Remporté | Meilleur acteur                                           | Joint Security Area (2000)           |
| 2000  | Blue Dragon Film Awards                         | Drapeau de la Corée du Sud                  | Proposé  | Meilleur acteur                                           | Joint Security Area (2000)           |
| 2001  | Grand Bell Awards                               | Drapeau de la Corée du Sud                  | Proposé  | Meilleur acteur                                           | Bungee Jumping of Their Own (2001)   |
| 2001  | Grand Bell Awards                               | Drapeau de la Corée du Sud                  | Remporté | Prix de popularité des internautes                        |                                      |
| 2001  | Blue Dragon Film Awards                         | Drapeau de la Corée du Sud                  | Proposé  | Meilleur acteur                                           | Bungee Jumping of Their Own (2001)   |
| 2001  | Blue Dragon Film Awards                         | Drapeau de la Corée du Sud                  | Remporté | Prix de la star populaire                                 |                                      |
| 2001  | SBS Drama Awards                                | Drapeau de la Corée du Sud                  | Remporté | Prix du Top 10 des stars                                  | Beautiful Days (2001)                |
| 2001  | SBS Drama Awards                                | Drapeau de la Corée du Sud                  | Remporté | Prix i-star                                               | Beautiful Days (2001)                |
| 2001  | SBS Drama Awards                                | Drapeau de la Corée du Sud                  | Proposé  | Prix d'excellence, Acteur dans un drama spécial           | Beautiful Days (2001)                |
| 2001  | SBS Drama Awards                                | Drapeau de la Corée du Sud                  | Proposé  | Top prix d'excellence, acteur                             | Beautiful Days (2001)                |
| 2002  | Baeksang Arts Awards                            | Drapeau de la Corée du Sud                  | Proposé  | Meilleur acteur à la télévision                           | Beautiful Days (2001)                |
| 2002  | Blue Dragon Film Awards                         | Drapeau de la Corée du Sud                  | Proposé  | Meilleur acteur                                           | Addicted (2002)                      |
| 2003  | SBS Drama Awards                                | Drapeau de la Corée du Sud                  | Remporté | Prix du Top 10 des stars                                  | All in (2003)                        |
| 2003  | SBS Drama Awards                                | Drapeau de la Corée du Sud                  | Proposé  | Top prix d'excellence, acteur                             | All in (2003)                        |
| 2003  | SBS Drama Awards                                | Drapeau de la Corée du Sud                  | Remporté | Grand prix (Daesang)                                      | All in (2003)                        |
| 2003  | Baeksang Arts Awards                            | Drapeau de la Corée du Sud                  | Remporté | Meilleur acteur à la télévision                           | All in (2003)                        |
| 2005  | Grand Bell Awards                               | Drapeau de la Corée du Sud                  | Proposé  | Meilleur acteur                                           | A Bittersweet Life (2005)            |
| 2005  | Korean Association of Film Critics Awards       | Drapeau de la Corée du Sud                  | Remporté | Meilleur acteur                                           | A Bittersweet Life (2005)            |
| 2005  | Chunsa Film Art Awards                          | Drapeau de la Corée du Sud                  | Remporté | Meilleur acteur                                           | A Bittersweet Life (2005)            |
| 2005  | Blue Dragon Film Awards                         | Drapeau de la Corée du Sud                  | Proposé  | Meilleur acteur                                           | A Bittersweet Life (2005)            |
| 2006  | Baeksang Arts Awards                            | Drapeau de la Corée du Sud                  | Remporté | Meilleur acteur à la télévision                           | A Bittersweet Life (2005)            |
| 2007  | Chunsa Film Art Awards                          | Drapeau de la Corée du Sud                  | Proposé  | Meilleur acteur                                           | Once in a Summer (2006)              |
| 2008  | Blue Dragon Film Awards                         | Drapeau de la Corée du Sud                  | Proposé  | Meilleur acteur                                           | Le Bon, la Brute et le Cinglé (2008) |
| 2009  | Asian Film Awards                               | Drapeau de Hong Kong                        | Proposé  | Meilleur acteur dans un second rôle                       | Le Bon, la Brute et le Cinglé (2008) |
| 2009  | Blue Dragon Film Awards                         | Drapeau de la Corée du Sud                  | Remporté | Prix de la star populaire                                 |                                      |
| 2009  | KBS Drama Awards                                | Drapeau de la Corée du Sud                  | Remporté | Meilleur couple (partagé avec Kim Tae-hee)                | Iris (2009)                          |
| 2009  | KBS Drama Awards                                | Drapeau de la Corée du Sud                  | Remporté | Prix de popularité des internautes                        | Iris (2009)                          |
| 2009  | KBS Drama Awards                                | Drapeau de la Corée du Sud                  | Proposé  | Prix d'excellence, acteur dans un drama mi-long           | Iris (2009)                          |
| 2009  | KBS Drama Awards                                | Drapeau de la Corée du Sud                  | Proposé  | Top prix d'excellence, acteur                             | Iris (2009)                          |
| 2009  | KBS Drama Awards                                | Drapeau de la Corée du Sud                  | Remporté | Grand prix (Daesang)                                      | Iris (2009)                          |
| 2010  | Asia Model Festival Awards                      | Drapeau de la Corée du Sud                  | Remporté | Prix de la star d'Asie                                    |                                      |
| 2010  | Seoul Arts & Culture Award                      | Drapeau de la Corée du Sud                  | Remporté | Meilleur acteur de télévision                             | Iris (2009)                          |
| 2010  | Grand Bell Awards                               | Drapeau de la Corée du Sud                  | Proposé  | Meilleur acteur                                           | J'ai rencontré le Diable (2010)      |
| 2010  | Green Planet Movie Awards                       | Drapeau des États-Unis                      | Remporté | 10 meilleurs acteurs internationaux de la décennie (Asie) |                                      |
| 2010  | Baeksang Arts Awards                            | Drapeau de la Corée du Sud                  | Remporté | Meilleur acteur à la télévision                           | Iris (2009)                          |
| 2010  | China Music Awards and Asian Influential Awards | Drapeau de la République populaire de Chine | Remporté | Meilleur acteur asiatique influent international          |                                      |
| 2010  | Asia-Pacific Producers' Network Awards          | Drapeau de la Corée du Sud                  | Remporté | Prix APN                                                  |                                      |
| 2010  | Seoul International Drama Awards                | Drapeau de la Corée du Sud                  | Remporté | Star Hallyu Acteur masculin                               | Iris (2009)                          |
| 2010  | Blue Dragon Film Awards                         | Drapeau de la Corée du Sud                  | Proposé  | Meilleur acteur                                           | J'ai rencontré le Diable (2010)      |
| 2010  | Tokyo Drama Awards                              | Drapeau du Japon                            | Remporté | Meilleur acteur en Asie                                   | Iris (2009)                          |
| 2010  | Style Icon Awards                               | Drapeau de la Corée du Sud                  | Remporté | Icône de style de l'année                                 |                                      |
| 2011  | Baeksang Arts Awards                            | Drapeau de la Corée du Sud                  | Proposé  | Meilleur acteur dans un film                              | J'ai rencontré le Diable (2010)      |
| 2011  | Baeksang Arts Awards                            | Drapeau de la Corée du Sud                  | Remporté | Grand prix (Daesang) pour un film                         | J'ai rencontré le Diable (2010)      |
| 2011  | Korean Popular Culture and Arts Award           | Drapeau de la Corée du Sud                  | Remporté | Prix du président                                         |                                      |
| 2012  | Grand Bell Awards                               | Drapeau de la Corée du Sud                  | Remporté | Prix de popularité                                        | Masquerade (2012)                    |
| 2012  | Grand Bell Awards                               | Drapeau de la Corée du Sud                  | Remporté | Meilleur acteur                                           | Masquerade (2012)                    |
| 2012  | Blue Dragon Film Awards                         | Drapeau de la Corée du Sud                  | Proposé  | Meilleur acteur                                           | Masquerade (2012)                    |
| 2012  | Busan Film Critics Awards                       | Drapeau de la Corée du Sud                  | Remporté | Meilleur acteur                                           | Masquerade (2012)                    |
| 2013  | Baeksang Arts Awards                            | Drapeau de la Corée du Sud                  | Proposé  | Meilleur acteur dans un film                              | Masquerade (2012)                    |
| 2013  | Asia Pacific Screen Awards                      | Drapeau de l'Australie                      | Remporté | Meilleur acteur                                           | Masquerade (2012)                    |
| 2013  | Blue Dragon Film Awards                         | Drapeau de la Corée du Sud                  | Remporté | Prix de popularité                                        |                                      |
| 2015  | Republic of Korea Top Star Award                | Drapeau de la Corée du Sud                  | Remporté | Prix de la top star                                       | Inside Men (2015)                    |
| 2016  | 11e Asian Film Awards                           | Drapeau de Macao                            | Remporté | Meilleur acteur                                           | Inside Men (2015)                    |
| 2016  | Chunsa Film Art Awards                          | Drapeau de la Corée du Sud                  | Proposé  | Meilleur acteur                                           | Inside Men (2015)                    |
| 2016  | 5e Marie Claire Film Festival                   | Drapeau de la Corée du Sud                  | Remporté | Prix pionnier                                             | Inside Men (2015)                    |
| 2016  | Baeksang Arts Awards                            | Drapeau de la Corée du Sud                  | Proposé  | Meilleur acteur dans un film                              | Inside Men (2015)                    |
| 2016  | Festival du film asiatique de New York          | Drapeau des États-Unis                      | Remporté | Star Asia Award                                           | Inside Men (2015)                    |
| 2016  | Director's Cut Awards                           | Drapeau de la Corée du Sud                  | Remporté | Meilleur acteur                                           | Inside Men (2015)                    |
| 2016  | Buil Film Awards                                | Drapeau de la Corée du Sud                  | Remporté | Meilleur acteur                                           | Inside Men (2015)                    |
| 2016  | Korean Association of Film Critics Awards       | Drapeau de la Corée du Sud                  | Remporté | Meilleur acteur                                           | Inside Men (2015)                    |
| 2016  | APAN Star Awards                                | Drapeau de la Corée du Sud                  | Remporté | Hallyu Global Star Award                                  |                                      |

- Pour Joint Security Area, il a eu 1 propositions de récompenses et en a remporté 1.
- Pour A Bittersweet Life, il a eu 2 propositions de récompenses et en a remporté 3.
- Pour J'ai rencontré le Diable, il a eu 3 propositions de récompenses et en a remporté 1.
- Pour Masquerade, il a eu 2 propositions de récompenses et en a remporté 4.

## Voix francophones
En France, Lee Byung-hun n'a pas de voix régulière. Stéphane Fourreau l'a tout de même doublé à trois reprises.
En France
| - Stéphane Fourreau dans : - Red 2 - Manipulations - Les Sept Mercenaires - Gilles Morvan dans : - Le Bon, la Brute et le Cinglé - J'ai rencontré le Diable - Raphaël Cohen dans : - G.I. Joe : Le Réveil du Cobra - G.I. Joe : Conspiration | Et aussi - Anatole de Bodinat dans A Bittersweet Life - Thierry Garet dans Terminator Genisys - Philippe Allard (Belgique) dans Défense d'atterrir - Christophe Jeannel dans Squid Game (série télévisée) - Paul Borne dans KPop Demon Hunters (voix) |

Au Québec
| - Alexandre Fortin dans : - R.E.D. 2 - Les Sept Mercenaires - Pierre-Étienne Rouillard dans G. I. Joe: Les représailles |